# Canton d'Orléans-Bannier
Le canton d'Orléans-Bannier est une ancienne division administrative française, située dans le département du Loiret en région Centre-Val de Loire.
Le canton d'Orléans-Bannier est créé avec le décret du 23 juillet 1973 à partir de la division de l'ancien canton d'Orléans-Nord-Ouest.

## Composition
Le canton d'Orléans-Bannier se compose d’une fraction de la commune d'Orléans. Il compte 20 362 habitants (population municipale) au 1er janvier 2012.
| Nom                 | Code Insee | Intercommunalité  | Population (dernière pop. légale)                |
| ------------------- | ---------- | ----------------- | ------------------------------------------------ |
| Orléans (chef-lieu) | 45234      | Orléans Métropole | Fraction : 20 362(2012) Commune : 114 977 (2014) |

## Historique

### Conseiller généraux du canton d'Orléans-Bannier (depuis 1973)
| Période | Période | Identité           | Étiquette        | Qualité                                                     |
| ------- | ------- | ------------------ | ---------------- | ----------------------------------------------------------- |
| 1973    | 1979    | Bernard Philardeau | DVD puis UDF-CDS | Adjoint au Maire d'Orléans                                  |
| 1979    | 1985    | Claude Émonet      | UDF-CDS          | Représentant de Commerce Adjoint au Maire d'Orléans         |
| 1985    | 1992    | Henri Chartier     | RPR puis DVD     | Conseiller municipal d'Orléans                              |
| 1992    | 2004    | André Dabauvalle   | UDF              | Adjoint au maire d'Orléans                                  |
| 2004    | 2015    | Joëlle Beauvallet  | PS               | Assistante sociale au Centre Hospitalier régional d'Orléans |

### Résultats électoraux détaillés
- Élections cantonales de 2004 : Joëlle Beauvallet   (PS) est élue au 2e tour avec 51,8 % des suffrages exprimés, devant André Dabauvalle   (UMP) (48,2 %). Le taux de participation est de 60,89 % (6 826 votants sur 11 211 inscrits)[4].
- Élections cantonales de 2011 : Joëlle Beauvallet   (PS) est élue au 2e tour avec 54,4 % des suffrages exprimés, devant Muriel Cheradame   (UMP) (45,6 %). Le taux de participation est de 43,82 % (4 586 votants sur 10 466 inscrits)[5].

## Démographie
En 2012, le canton comptait 20 362 habitants.
| 1982 | 1990   | 1999   | 2006   | 2011   | 2012   |
| ---- | ------ | ------ | ------ | ------ | ------ |
| -    | 18 530 | 19 656 | 19 173 | 20 252 | 20 362 |